# 2070 Humason
2070 Humason eller 1964 TQ är en asteroid i huvudbältet, som upptäcktes 14 oktober 1964 av Indiana Asteroid Program vid Indiana University Bloomington med Goethe Link Observatory. Asteroiden har fått sitt namn efter Milton L. Humason.
Asteroiden har en diameter på ungefär 4 kilometer och den tillhör asteroidgruppen Flora.